# Hayato Date
Hayato Data (n.  22 mai 1962; 伊達勇登 Date Hayato)
este un regizor japonez de filme de animație  și televiziune.

## Filmografie

### Filme
- Saiyuki: Requiem (2001)[2]
- 劇場版 NARUTO-ナ ル ト - 木ノ葉の里の大うん動会 (scurt-metraj, 2004)[2]
- Honō nu Chūnin Shiken!Naruto Bāsasu Konohamaru!! (scurt-metraj, 2011)[2]
- Road to Ninja: Naruto the Movie (2012)[2]

### Ova
- Dennō Sentai Voogie's Angel外伝 進め！スーパー・エンジェルス！ (1998)[2]

### Seriale TV
- Flame of Recca (1997–1998) (episoadele 15, 23, 29, 36 și 41)[2]
- Rerere no Tensai Bakabon (1999–2000)[2]
- Gensomaden Saiyuki (2000)[2]
- Kaze no Yojimbo (2001)[2]
- Naruto (2002–2007)[2]
- Tokyo Underground (2002)[2]
- Naruto: Shippuden (2007–prezent)[2]